# Jacques Mersereau
Jacques Mersereau war ein Szenenbildner, der einmal für einen Oscar für das beste Szenenbild nominiert war.

## Leben
Mersereau wurde mit Cedric Gibbons, Daniel B. Cathcart und Edwin B. Willis gleich für seine erste Arbeit als Szenenbildner für den Oscar für das beste Szenenbild nominiert, und zwar bei der Oscarverleihung 1944 für die George Sidney inszenierte Filmkomödie Thousands Cheer (1943) mit Kathryn Grayson, Gene Kelly und Mary Astor in den Hauptrollen.
Seine zweite und letzte bekannte Mitarbeit als Szenenbildner erfolgte in The White Cliffs of Dover (1944) von Clarence Brown mit Irene Dunne, Alan Marshall und Roddy McDowall.